# Take This to Your Grave
Take This to Your Grave este albumul de studio de debut al formației americane de rock, Fall Out Boy. Produs de Sean O'Keefe, albumul a fost lansat pe 6 mai 2003 prin Fueled By Ramen. Când formația a semnat cu Island Records, Island a folosit o strategie neobișnuită care i-a permis formației să semneze un contract de înregistrări cu Fueled By Ramen pentru debutul lor, ca mai târziu să se mute la o casă de discuri majoră pentru cel de-al doilea album.
Producătorul Sean O'Keefe a ajutat formația cu demoul lor, iar grupul s-a întors la Smart Studios în Madison, Wisconsin ca să înregistreze cea mai mare parte a primului lor album. Trăind pe podelele străiniilor pentru o vreme și rămânând fără de bani pe la jumătate, formația a înregistrat șapte cântece în nouă zile, adunându-le cu celelalte trei de pe demo. În timp ce în trecut Stump scria toate versurile și le-a luat cu ușurelul, Wentz a preluat procesul cu o seriozitate considerabilă și a criticat obsesiv versurile colegului său. Procesul „extenuant” a dus la numeroase revizii ale cântecelor și certuri. Coperta albumului, în care se văd toți cei patru membrii stând pe o canapea veche, features a blue tint reminiscent of jazz records and was the second choice after the original was rejected by the label.
Lansat în mai 2003, albumul a creat interest treptat în formație în timp ce erau în turneu prin țară, ceea ce a inclus și cinci date în turneul Warped Tour 2004. Albumul a fost certificat Aur de către Recording Industry Association of America, vânzând 634,000 de copii până în august 2008. Albumul a produs trei single-uri, încluzând succesul minor „Grand Theft Autumn/Where Is Your Boy”. Albumul a fost numit deseori o influență vitală a muzicii pop punk, cu Alternative Press numind albumul un „touchstone subcultural [...] o capodoperă pop-punk magică, transcendentă și deceptiv deșteaptă care a fost inaugurată într-o scenă vibrantă a renașterii cu o puternică combinație de carismă, media marketing nou și o urgență hardcore-punk”.

## Dezvoltare
Fall Out Boy a fost formată în 2001 în suburbia orașului Chicago, Wilmette, Illinois, de prietenii Pete Wentz și Joe Trohman. Wentz era un „accesoriu vizibil” a scenei relativ mică de hardcore punk din Chicago pe la sfârșitul anilor 1990, făcând parte din diferite grupuri precum Birthright, Extinction și First Born, la fel ca și formația de metalcore, Arma Angelus și cea mai politică, Racetraitor, „o formație care reușea să ajungă pe coperta fanzinelor Maximumrocknroll și Heartattack înainte de a lansa o singură notă muzicală”. Wentz devenise nemulțumit de obiceiurile schimbătoare ale comunității, pe care le vedea ca o tranziție de la activism politic la un accent pe mosh și breakdown-uri. Cum entuziazmul cu Arma Angelus a început să scadă, el a creat un proiect paralel pop punk cu Trohman ca un proiect „ușor și evazionist”. Trohman l-a întâlnit pe Patrick Stump, pe atunci el fiind un toboșar pentru formația de grindcore, Xgrinding processX și o gazdă a altor formații care „nu au reușit niciodată” la un magazin de cărți Borders în Wilmette. Prima performanță publică a formației a avut loc într-o cantină la Universitatea DePaul alăruri de Stilwell și alt grup care a interpretat Black Sabbath în întregime. Singura performanță a trupei cu chitaristul John Flamandan și toboșarul original Ben Rose a fost în retrospectivă descrisă ca „aiurea” și „rea”, dar Trohman a făcut un efort activ ca formația să funcționeze, făcându-i pe membrii să repete.
Prima casetă demo a grupului a fost înregistrată în subsolul casei lui Rose, dar mai târziu au plecat la Wisconsin ca să înregistreze un demo adecvat cu toboșarul formației 7 Angels 7 Plagues, Jared Logan, pe care Wentz îl știa prin conexiuni din scena hardcore. Sean Muttaqi de la Uprising Records a obținut cuvântul demoului și a vrut să lanseze jumătate din el ca un split extended play cu formația lui Hurley, Project Rocket, pe care trupa o vedea ca pe o competiție. Uprising a dorit să lanseze un album cu formația în curs de dezvoltare, care pe atunci au scris doar trei cântece. Cu ajutorul lui Logan, grupul a reușit să adune o colecție de piese în doar două zile, și le-au înregistrat ca Fall Out Boy's Evening Out with Your Girlfriend. Experiența grăbită de înregistrare și cântecele nedezvoltate au lăsat formația nemulțumită. Când formația a mers la Smart Studios în Madison, Wisconsin ca să înregistreze trei cântece de pe un posibil 7-inch cu 504 Plan, inginerul Sean O'Keefe le-a sugerat să le înregistreze cu Hurley. Hurley, de asemenea, a înregistrat un EP cu noul său grup, Kill Pill, în Chicago în aceeași zi, dar s-a grăbit la Madison ca să cânte și cu Fall Out Boy. „Încă nu era nimic permanent dar când Andy a venit, a fost diferit. A fost unul dintre acele momente de genul „a-ha””, a spus Wentz.
Formația a aranjat un turneu de două săptămâni cu Spitalfield, iar formația l-a invitat pe Hurley pentru a umple golul încă odată, în timp ce Stump împrumutase una dintre chitarele lui Trohman pentru călătorie. Formația a început să se uite printre cele trei cântece de pe split-ul nelansat ca un demo ca să le arate altor case de discuri. Trupa și-a pus ochii pe case de discuri pop punk, și au încercat cu un efort considerabil să semneze cu Drive-Thru Records. O audiție pentru co-fondatorii casei de discuri a mers foarte mediocru, iar formației i-a fost oferit să semneze cu casa de discuri paralelă, Rushmore, o ofertă pe care au refuzat-o. Ei au ajuns particular departe în discuții cu The Militia Group și Victory Records, iar Bob McLynn de la Crush Management a devenit primul manager al formației. Formația s-a întors în studio cu O'Keefe ca să înregistreze mai multe piese ca casele de discuri să devină mai interesate. Wentz s-a simțit „pe bancheta din spate” scriind cântecele și a început să se întrebe care e locul lui în formație, dar Stump l-a susținut: „Nu! Asta nu e drept! Nu mă lăsa cu trupa asta! Nu mă face să îmi placă formația asta și apoi să pleci! Asta e rahat!” John Janick de la Fueled By Ramen a auzit un cântec online și a sunat la apartmentul formației, ajungând mai întâi cu Stump iar apoi vorbind cu Wentz timp de o oră. Rob Stevenson de la Island Records eventual a oferit trupei un fel de afacere în care ei le dădeau formației bani ca să semneze cu Fueled By Ramen pentru debutul lor, știind că vor putea aduce formația la radio cu albumul lor de debut. Fueled By Ramen, pe atunci cea mai mică casă de discuri independentă înghesuindu-se să semneze cu trupa, efectiv vor lansa albumul lor de debut și vor ajuta la răspândirea faniilor înainte ca ei să se mute la Island. În timp ce formația a asigurat o investiție de la casa de discuri, ei nu au văzut succes rapid: „Chiar și când Fueled By Ramen a urcat la bord, formația încă mai supraviețuiau cu Taco Bell și sperau să găsească pr cineva cu care să steie peste noapte.

## Single-uri
Primul single de pe album, „Dead on Arrival”, a fost lansat pe data de 4 aprilie 2003. Cel de-al doilea single, „Grand Theft Autumn/Where Is Your Boy”, a fost lansat pe 4 august 2003 și a devenit un hit. Ultimul single, „Saturday”, a fost lansat pe 21 decembrie 2003.

## Track listing
Toate versurile sunt scrise de Pete Wentz și Patrick Stump, cu excepția locurilor însemnate, Toate melodiile sunt compuse de Fall Out Boy.
| Nr.             | Titlu                                                                         | Lungime |  |
| 1.              | „"Tell That Mick He Just Made My List of Things to Do Today"” (Wentz)         | 3:30    |  |
| 2.              | „Dead on Arrival”                                                             | 3:14    |  |
| 3.              | „Grand Theft Autumn/Where Is Your Boy” (Stump)                                | 3:11    |  |
| 4.              | „Saturday” (Stump)                                                            | 3:36    |  |
| 5.              | „Homesick at Space Camp”                                                      | 3:08    |  |
| 6.              | „Sending Postcards from a Plane Crash (Wish You Were Here)”                   | 2:56    |  |
| 7.              | „Chicago Is So Two Years Ago” (cu Justin Pierre de la Motion City Soundtrack) | 3:19    |  |
| 8.              | „The Pros and Cons of Breathing” (Wentz)                                      | 3:21    |  |
| 9.              | „Grenade Jumper” (featuring Jeff Warren of Knockout)                          | 2:58    |  |
| 10.             | „Calm Before the Storm”                                                       | 4:29    |  |
| 11.             | „Reinventing the Wheel to Run Myself Over”                                    | 2:21    |  |
| 12.             | „The Patron Saint of Liars and Fakes”                                         | 3:19    |  |
| Lungime totală: | Lungime totală:                                                               | 39:26   |  |

| Piese bonus de pe Take This to Your Grave: Director's Cut |                                                      |         |  |
| Nr.                                                       | Titlu                                                | Lungime |  |
| 13.                                                       | „Roxanne” (The Police cover)                         | 3:11    |  |
| 14.                                                       | „Grand Theft Autumn/Where Is Your Boy” (Dance remix) | 3:48    |  |

## Personal
| Fall Out Boy - Patrick Stump – Voce, chitară - Pete Wentz – Chitară bas, voce de fundal, vocale neclare - Joe Trohman – Chitară - Andy Hurley – Baterie, percuție Artwork - Mike Joyce – Conceptul și designul booklet-ului - Kyle Baker – Schema jewel case-ului - Nicholas Scimeca – Designul o-card-ului - Ryan Bakerink – Fotografie Muzicieni suplimentari - Justin Pierre – voce de fundal pe „Chicago Is So Two Years Ago” - Jeff Warren – voce de fundal pe „Grenade Jumper” | Producere - Sean O'Keefe – Producere, inginerie, mixing - Greg Geary – Inginerie Pro Tools - Mike Harl – Inginerie Pro Tools suplimentară - Todd Osterag – Asistent de inginer la Smart Studios - Noble Hibbs – Asistent de inginer la Gravity Studios - Paul Long – Asistent de inginer la Gravity Studios - Dominick Maita – Mastering - John Janick – A&R |

## Chart-uri și certificații

### Chart-uri săptămânale
| Chart (2004-2006)               | Poziție pe chart |
| ------------------------------- | ---------------- |
| UK Albums Chart                 | 96               |
| US Heatseeker Albums            | 11               |
| US Billboard Independent Albums | 17               |
| US Billboard Catalog Albums     | 10               |

### Certificații
| Regiune                                            | Certificări | Vânzări  |
| -------------------------------------------------- | ----------- | -------- |
| Regatul Unit (BPI)                                 | Gold        | 100.000^ |
| Statele Unite (RIAA)                               | Gold        | 500.000^ |
| ^cifrele cargo sunt bazate pe un singur certificat |             |          |